# Water Newton
Water Newton – wieś w Anglii, w hrabstwie Cambridgeshire, w dystrykcie Huntingdonshire. Leży 52 km na północny zachód od miasta Cambridge i 118 km na północ od Londynu.